# Leptoplectonema fuegoense
Leptoplectonema fuegoense is een rondwormensoort uit de familie van de Leptolaimidae. De wetenschappelijke naam van de soort is voor het eerst geldig gepubliceerd in 1991 door Cooman & Raski.